# Michael Fitz
Pour les articles homonymes, voir Fitz.
Michael Fitz (né le 13 novembre 1958 à Munich) est un acteur, chanteur et musicien allemand.

## Biographie
Depuis 1977. il incarne de nombreux personnages dans diverses séries télévisées telle la série policière de ARD Tatort en tant que chef de la police criminelle Carlo Menzinger.
Il est également musicien, chanteur et narrateur de livres audio . 
En 2005, il reçoit le Prix de la télévision allemande (de), meilleur second rôle pour Marias letzte Reise ainsi que le Bayerischer Fernsehpreis pour le même rôle.

## Filmographie partielle
- 1989 : Derrick : Un soir à la campagne (Ein merkwürdiger Tag auf dem Land) : Arno Huber

- de 1991 à 2007 : Tatort : commissaire principal Carlo     Menzinger
- de 1995 à 2000 : Cinq sur 5 (Aus heiterem Himmel) : Christoph Dengler
- de 1996 à 2000: Männer sind was Wunderbares : Dominik Singhammer
- 2004-2005 : En quête de preuves (Im Namen des Gesetzes) : Max Brunner
- 2005: Marias letzte Reise : Simon
- 2005: La Clinique de la Forêt-Noire : Neue Zeiten : Mr Bieler
- 2008: Jumelles, mais pas trop : Michael Wagner
- 2010–2012: Der Schwarzwaldhof (épisodes 3 à 6) : Max Henninger
- 2012: La Princesse et le Baroudeur (Verloren auf Borneo)
- 2012 : Le Club des 5 - le film de Mike Marzuk : Quentin Kirrin
- 2012: Ludwig II. de Marie-Noëlle et Peter  Sehr: Maximilien en Bavière
- Depuis 2016: Die Toten von Salzburg : L'inspecteur en chef de police criminelle Hubert Mur

## Discographie
- 1989: Fitz
- 1991: Gefühlsecht
- 1993: Loopings
- 1995: Bis hierher und noch weiter
- 1996: ...weitergeh'n live
- 1997: Bis hierher und noch weiter II
- 1999: Hier
- 2001: Gleichgewicht
- 2005: Hoam
- 2008: nackert
- 2009: Solo live
- 2012: Wenn I schaug…
- 2014: Live & Aloa